# Pour vos beaux yeux
Pour vos beaux yeux of Voor je mooie ogen is een stille film uit 1929 van Henri Storck. De film behoort tot de eerste avant-gardistische, experimentele films van België.

## Productie
Pour vos beaux yeux is een van de eerste films van de Belgische cineast Henri Storck (1907-1999) en werd gemaakt in samenwerking met zijn vriend Félix Labisse, een surrealistisch schilder die het scenario schreef en de hoofdrol speelde. Zijn zus, Antoinette Léontine “Ninette” Labisse, kreeg ook een rol. Andere rollen werden vertolkt door personen uit de directe omgeving van Storck, zoals Henry Van Vyve en Alfred Courmes. Storck en Labisse werkten later opnieuw samen aan de films La mort de Vénus en Une idylle à la plage.
Storck verkoos stille boven geluidsfilm, voor hem was de visuele poëzie van de beelden het belangrijkst. Voor de Cinematek-heruitgave van de film op dvd uit 2010 werd muziek toegevoegd door de Oostendse componist Joachim Brackx.

## Inhoud en stijl
Pour vos beaux yeux vormt aan de hand van 75 shots een meditatie op de blik. Een jongeman vindt een glazen oog en dit kleine maar fascinerende gegeven leidt de kijker binnen in een wereld van optische obsessies.
Na een mislukte poging om het oog te verkopen aan een opticien probeert het personage het oog op te sturen als postpakket naar een schijnbaar willekeurige plaats. Ook hierin faalt hij en het oog blijft in zijn bezit. Ondertussen is hij geobsedeerd door ogen en ziet hij ze overal. Hij besluit een rituele dans uit te voeren rond het gevonden object; hiervoor draagt hij een masker. Misschien wil hij zich verbergen en hiermee niet langer gezien worden door het starende maar desondanks onpersoonlijke oog, of misschien is het de eigen depersonalisering, om door nabootsing gelijk te staan aan het object waardoor hij gefascineerd raakte. Het masker verdwijnt, en hiermee ook het oog, wanneer het personage erop gaat zitten. Dan rest er tot slot nog een delirium van ogen, beelden die de kijker lijken aan te kijken.
Het personage wankelt tussen aantrekking en afstoting door het oog, bekeken worden en bekijken. In deze film is Henri Storck onmiskenbaar beïnvloed door het surrealisme, een stroming die in de jaren 1920 en 1930  in België belangrijk was. De surrealistische obsessie met blindheid en zelfbedrog staat centraal in de film en wordt versterkt door de bizarre situaties en ontregelende montagepatronen. Ook het décor roept surrealistische invloeden op, met het schelpendoosje dat doet denken aan La coquille et le clergyman van Germaine Dulac en verwijzingen naar foto's van Man Ray en het Ballet mécanique van Fernand Léger. Verder is in de film de surrealistische fascinatie met het kunstmatige terug te vinden, met een centraal opgestelde mannequin, kunstmatige lichaamsdelen in de etalage van de opticien en natuurlijk het kunstoog.

## Dvd-uitgave
Deze film leek lange tijd vergeten, maar werd begin 21ste eeuw door Cinematek op dvd uitgebracht. Het betreft een verzamelbox met enkele Belgische avant-gardistische cineasten waaronder Henri Storck en Charles Dekeukeleire.